# 中央公園建築群
中央公園建築群（Complejo Urbanístico Parque Central）是位於委內瑞拉卡拉卡斯的住商混合建築群，由10棟大樓組成。其中最高的兩棟大樓——東塔和西塔——高225公尺，曾是南美洲第一高樓，直到2014年被大聖地牙哥塔超越。西塔、東塔分別於1979年、1983年完工，其餘八棟住宅樓（120公尺高）皆於1972年完工。

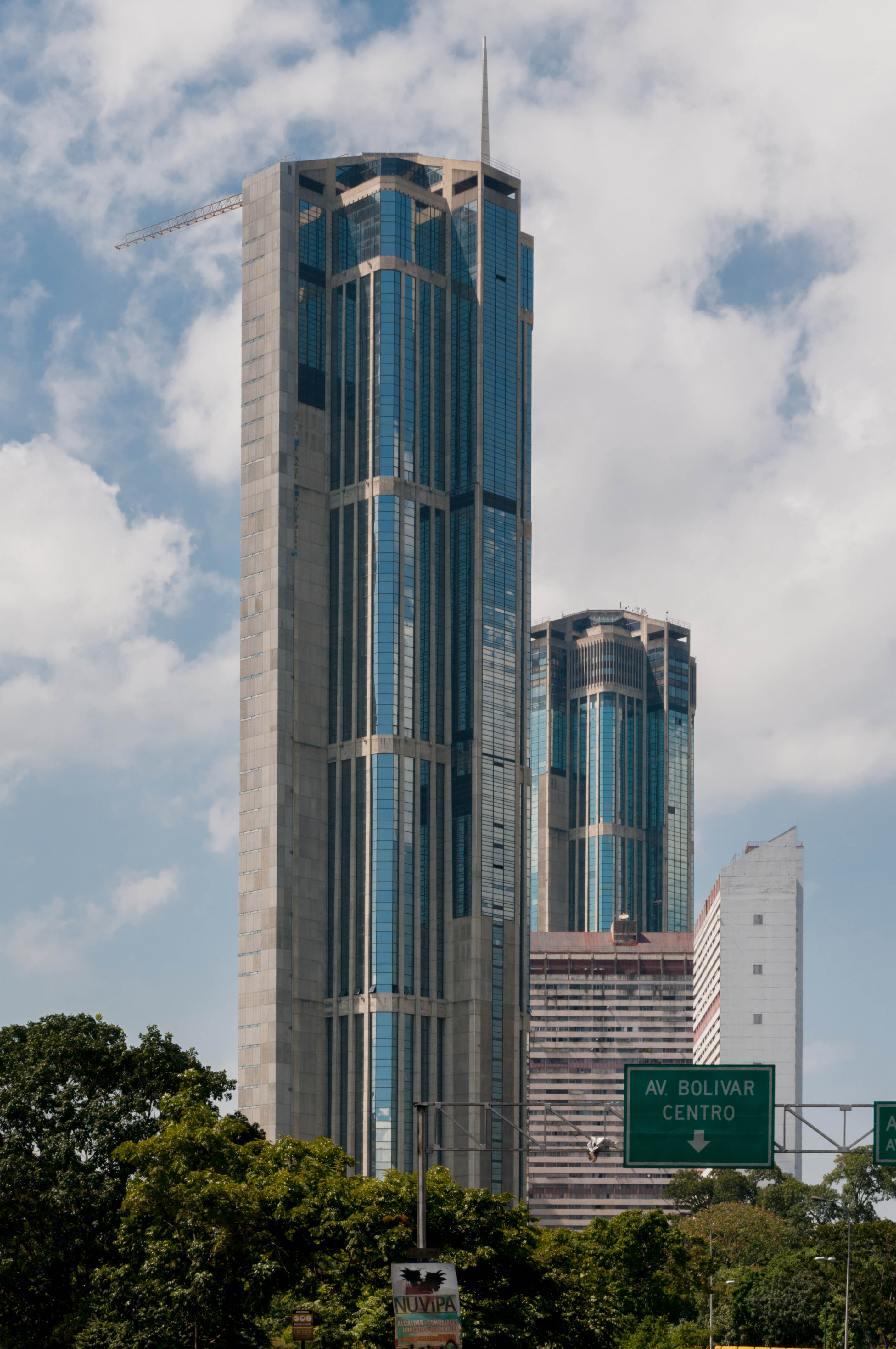
中央公園建築群